# Josh Brener
Joshua Max Brener (Houston, 1º ottobre 1984) è un attore statunitense.

## Biografia
Brener è nato in Texas, figlio di Sharon e Daniel Brener. Si è laureato alla Harvard University nel 2007. Josh inoltre è stato il presidente della Hasty Pudding Theatricals.
Tra le sue apparizioni al cinema e in televisione si devono ricordare la serie televisiva statunitense Silicon Valley, il film del 2013 Gli stagisti, e il cortometraggio del 2009 The Condom Killer.

## Filmografia parziale

### Attore

#### Cinema
- Gli stagisti (The Internship), regia di Shawn Levy (2013)
- Welcome to Happiness, regia di Oliver Thompson (2015)
- The Rumperbutts, regia di Marc Brener (2015)
- The Belko Experiment, regia di Greg McLean (2016)
- Unleashed, regia di Finn Taylor (2016)
- Baked in Brooklyn, regia di Rory Rooney (2016)
- Dove sono finiti i soldi, regia di Scott Zabielski (2017)
- Seven Stages to Achieve Eternal Bliss, regia di Vivieno Caldinelli (2018)
- The Front Runner - Il vizio del potere (The Front Runner), regia di Jason Reitman (2018)
- What Men Want - Quello che gli uomini vogliono (What Men Want), regia di Adam Shankman (2019)
- All my life, regia di Marc Meyers (2020)
- Bromates, regia di Court Crandall (2022)
- Old Dads, regia di Bill Burr (2023)
- Saturday Night, regia di Jason Reitman (2024)
- Carry-On, regia di Jaume Collet-Serra (2024)

#### Televisione
- Glory Daze – serie TV, 9 episodi
- House of Lies – serie TV, episodio 1x08 (2012)
- The Big Bang Theory – serie TV, episodi 5x10-6x16 (2011-2013)
- Workaholics – serie TV, episodio 3x19 (2013)
- The Middle – serie TV, episodio 5x22 (2014)
- Maron – serie TV, 12 episodi (2013-2015)
- Scandal – serie TV, episodio 5x02 (2015)
- Silicon Valley – serie TV, 53 episodi (2014-2019)
- Mythic Quest – serie TV, episodi 1x01-2x06 (2020-2021)
- The Last of Us – serie TV, episodio 1x01 (2023)
- Il problema dei 3 corpi (3 Body Problem) – serie TV (2024)

### Doppiatore
- DuckTales – serie animata, 4 episodi (2017-2018)
- Future-Worm! – serie animata, episodi 1x06-1x14-1x60 (2017-2018)
- Star Wars Resistance – serie animata, 34 episodi (2018-2020)
- Rise of the Teenage Mutant Ninja Turtles - Il destino delle Tartarughe Ninja – serie animata, 57 episodi (2018-2020) – Donatello
- 101 Dalmatian Street – serie animata, 26 episodi (2018-2020)
- The Mighty Ones – serie animata (2020-in corso)
- I Rugrats (Rugrats) – serie animata, 8 episodi (2021-2022)
- Lui è Pony (It's Pony) – serie animata (2021-2022)

## Doppiatori italiani
Nelle versioni in italiano delle opere in cui ha recitato, Josh Brener è stato doppiato da:
- Paolo Vivio in Silicon Valley, The Last of Us
- Alessio De Filippis in The Middle
- Alessandro Capra in Scandal
- Davide Perino in The Belko Experiment
- Roberto Gammino in Old Dads
- Davide Garbolino ne Il problema dei 3 corpi
- Niccolò Guidi in Carry On

Da doppiatore è sostituito da :
- Alessio De Filippis in 101 Dalmatian Street (1ª voce)
- Daniele Raffaeli in 101 Dalmatian Street (2ª voce)
- Daniele De Lisi in Star Wars Resistance
- Francesco Pezzulli in DuckTales